# Henry Heimlich
Henry Heimlich (3. února 1920 – 17. prosince 2016) byl americký lékař, vynálezce Heimlichova manévru, který je po něm pojmenován.
Narodil se ve Wilmingtonu, studoval na Cornellově univerzitě a později na Cornell Medical College, kterou roku 1943 absolvoval jako doktor medicíny.
Pracoval jako hrudní chirurg, byl vedoucím oddělení chirurgie v Jewish Hospital v Cincinnati. Ve stejném městě také vyučoval medicínu na Xavier University. Heimlichův manévr veřejnosti představil v roce 1974. Ještě dříve, než byla tato technika uznána odborníky a ověřena vědeckým výzkumem, rozhodl se ji Heimlich intenzivně propagovat v médiích.
V roce 2016, ve svých 96 letech, pomohl technikou, kterou vymyslel, uvolnit dýchací cesty dusící se ženě v domově pro seniory, kde sám žil.

## Kontroverze
Heimlich prosazoval teorii, že pacienty trpící AIDS je možné léčit malárií. Vysoké horečky, jež malárii provázejí, podle něj měly aktivovat imunitní systém a následně léčit infekci viru HIV. Tento způsob léčby odsuzují mnozí lékaři i jiné autority v oboru – americká Národní rada proti podvodům ve zdravotnictví a Úřad pro kontrolu potravin a léčiv. Heimlichova terapie AIDS malárií je také zakázána americkými a mexickými úřady, a proto byla prováděna v Číně.